# Crucifix du Maître de San Francesco (Louvre)
Le Crucifix du Maestro di San Francesco (Louvre)  est un crucifix peint à tempera et or sur panneau de bois de peuplier. Réalisé en 1260 environ, il est  attribué au Maestro di San Francesco, et conservé au musée du Louvre, à Paris depuis 1981.

## Histoire
Issu  d'une collection privée (1880), vendu en 1972,  puis transmis  à la compagnie des prêtres de Saint-Sulpice (1978), il est acquis  pour le musée du Louvre en 1981.

## Description
Le Christ est du type  dolens, de la représentation humanisante franciscaine et dominicaine :
Le Christ se doit d'être alors représenté mort, souffrant sur la croix (et non plus triomphant ou résigné) :
- La tête baissée sur l'épaule,
- les yeux fermés soit absents, énucléés (orbites vides),
- marques de douleur sur le visage,
- la bouche est incurvée vers le bas,
- les plaies sont saignantes (mains, pieds et flanc droit),
- Le corps tordu déhanché, arqué dans un spasme de douleur, subissant son poids terrestre,
- schématisation des muscles et des côtes.

Le crucifix ne comporte des scènes annexes qu'aux flancs du Christ :
- à gauche : Marie en entier, accompagnée d'une femme,
- à droite : Jean en entier, accompagné d'un apôtre,

En haut de la croix le titulus expose le texte de l'INRI en entier en or sur fond rouge, les extrémités de la croix des motifs géométriques.